# Абакан (река)
Абака́н (в верховье Большой Абакан, у истока Тюргенсу; хак. Ағбан) — река в Хакасии, один из крупнейших левобережных притоков Енисея. Длина реки — 514 км, площадь водосборного бассейна — 32 000 км². Средний расход воды — 378 м³/с.
Верхний участок бассейна охраняется в составе Хакасского заповедника.

## Этимология
В составе гидронима выделяются элементы аба и кан.
Первый элемент преемущественно объясняют из тюркского аба — дословно «отец», «старший», что могло иметь табуированное значение «медведь». Иногда аба применяется за древних хакасский этноним. Шабалин В. М. в книге «Краткий топонимический словарь Кемеровской области» допускал образование компонента аба от индоевропейского аб (ап, об) — «река». 
Второй элемент кан представляет собой распространённый в Южной и Центральной Азии (включая Южную Сибирь) термин кан (канг) — «река». Встречается в литературе отождествление этого элемента с эвенкийским уменьшительным суффиксом -кан, также широко представленном в гидронимии Сибири (см. Биракан).

## История
Река Абакан изучалась ещё в середине XIX века. Было установлено, что начало она берёт в Абаканских горах Западного Саяна, где её истоки обнаружил в 1842 году Пётр Чихачёв. Длина реки оценивалась в 496 вёрст. Отмечалось, что низовья реки сравнительно густо заселены, ведётся золотодобыча. Крупнейшим русским селением на Абакане являлось село Усть-Абаканское Минусинского округа, 2000 жителей, на берегах в то время жили кочующие тюркские, финны-угорские и другие абаканские народы. У реки находили Чудские памятники и могилы.

## Течение

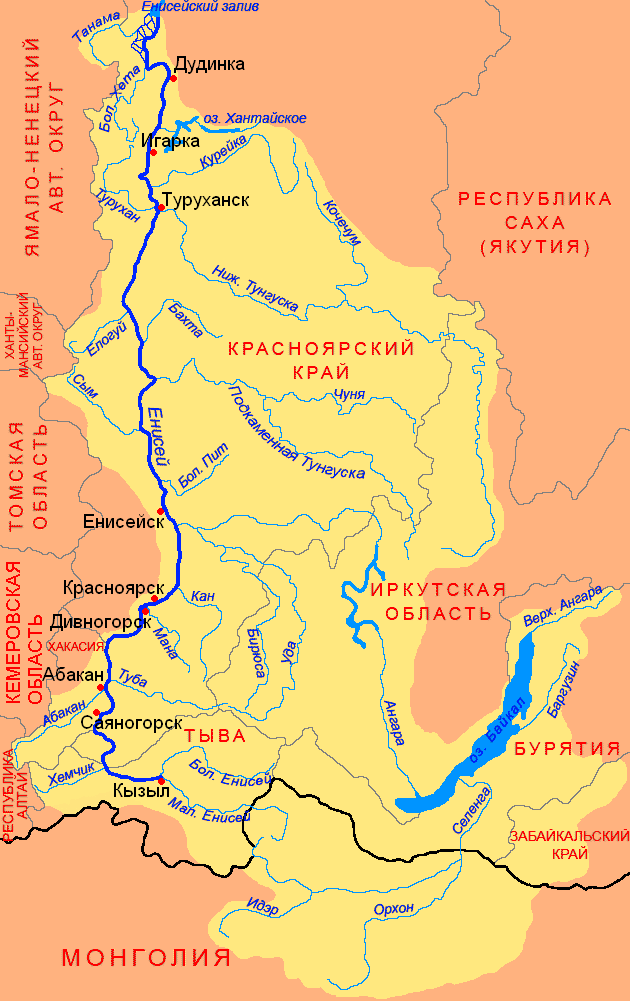
Бассейн Енисея

В пойме Абакана расположена территория пяти (из восьми существующих в республике) административных районов: Аскизского, Алтайского, Бейского, Таштыпского, Усть-Абаканского.
Берёт начало под названием Тюргенсу на северном склоне Абаканского хребта у горы Тудой. Впадает в Красноярское водохранилище у подножья горы Самохвал.
В верхнем и среднем течении Абакан протекает по узкой, поросшей тайгой долине; у села Большой Монок долина резко расширяется, переходя в Хакасско-Минусинскую котловину. Здесь русло Абакана разбивается на многочисленные рукава. Река имеет преимущественно снеговое и дождевое питание. Ледостав со второй половины ноября по конец апреля. При впадении реки в Енисей (Красноярское водохранилище) расположена столица Хакасии город Абакан. Высота устья — 243,6 м над уровнем моря.
Среднемноголетний расход воды − 381 м³/с, в районе Абазы — 308 м³/с.
| Средний расход воды (м³/с) реки Абакан по месяцам с 1936 по 1999 гг. (замеры производились на гидрологическом посту в Абазе) |

## Берега
На берегах размещены административные центры Абаза, Аскиз, Белый Яр и столица Республики Хакасия — город Абакан. На берегах построены современные автомагистрали с пятью мостовыми переходами. На протяжении около 150 км Абакан сохраняет все присущие горным рекам характеристики. Сток реки формируется в отрогах Кузнецкого нагорья (левые притоки) и Западного Саяна (правые притоки).
Также на реке расположены аалы Доможаков, Райков.

## Притоки
(км от устья)
- 4 км: протока Старый Абакан
- 53 км: Уйбат (длина 162 км)
- 57 км: Зауйбатский канал
- 70 км: Бея (длина 71 км)
- 86 км: Камышта (длина 52 км)
- 102 км: Аскизский канал
- 105 км: Уты (длина 50 км)
- 116 км: Аскиз (длина 124 км)
- 121 км: Табат (длина 53 км)
- 148 км: Таштып (длина 136 км)
- 148 км: Сос (длина 51 км)
- 162 км: Большой Монок
- 176 км: Большие Арбаты
- 181 км: Большой Харачул
- 181 км: Малые Арбаты
- 190 км: Хажуль
- 192 км: Джабаш (длина 84 км)
- 201 км: Киня
- 209 км: Канжуль
- 215 км: Кайзас
- 231 км: Она (длина 157 км)
- 251 км: Тайзас
- 252 км: Матур
- 257 км: Куска
- 261 км: Ачола
- 268 км: Берёзовая
- 269 км: Казлы
- 269 км: Верхний Харахол
- 280 км: Гремучая
- 288 км: Кизас
- 296 км: Средняя Ада
- 301 км: Белтрест
- 307 км: Верхний Курчеп
- 314 км: Казас
- 318 км: Тажежик
- 318 км: Камзас
- 327 км: Малый Абакан (длина 117 км)
- 337 км: Казыр (пр.)
- 351 км: Консу (лв.)
- 356 км: без названия (пр.)
- 364 км: без названия (пр.)
- 374 км: Озерная (пр.)
- 389 км: Большой Кызырсук (пр.)
- 394 км: Иксу (лв.)
- 399 км: без названия (пр.)
- 406 км: Каменушка (лв.)
- 413 км: Беже (лв.)
- 419 км: Албас (лв.)
- 431 км: Ташту-Узук (пр.)
- 438 км: Бедуй (пр.)
- 442 км: Коный (лв.)
- 458 км: Катазан (пр.)
- 460 км: Кубуй (лв.)
- 462 км: Коэтру (лв.)
- 481 км: Каирсу (пр.)
- 484 км: без названия (лв.)
- 494 км: Соктыозек (пр.)
- 495 км: Еринат (лв.)
- 506 км: Таштусу (лв.)